# Isaac Ellis Pedlow
Pour les articles homonymes, voir Pedlow.
Isaac Ellis Pedlow (né le 6 février 1861 à Lurgan et mort le 13 février 1954 à Renfrew au Canada) est un homme politique canadien de l'Ontario. Il est député fédéral libéral de la circonscription ontarienne de Renfrew-Sud de 1917 à 1921.

## Biographie
Isaac Ellis Pedlow naît le 6 février 1861 à Lurgan dans le comté d'Armagh en Irlande (alors une partie du Royaume-Uni, maintenant Irlande du Nord), Pedlow étudie en Irlande avant de s'établir au Canada en 1883. Il devient marchand à Renfrew en Ontario.
Élu en 1917, il effectue un seul mandat puisqu'il ne se représente pas en 1921.
Pedlow meurt à Renfrew à l'âge de 93 ans.